# IC 1849
IC 1849 је елиптична галаксија у сазвјежђу Кит која се налази на листи објеката дубоког неба у Индекс каталогу.
Деклинација објекта је + 9° 21' 24" а ректасцензија 2h 47m 44,7s. Привидна величина (магнитуда) објекта IC 1849 износи 14,4 а фотографска магнитуда 15,4. IC 1849 је још познат и под ознакама MCG 1-8-2, CGCG 415-9, KARA 118, PGC 10582.